# マーティン D-28
マーティンD-28は、マーティン (C.F.Martin & Co., Inc.) 社によって1931年から製造されたアコースティックギター。繊細な高音から低音までバランスに優れ、豊かな音量が得られるため、カントリー・フォーク・ロックなど多様なジャンルで使用される。

## 歴史
1916年　マーティン社は注文を受け大きいサイズのギターを製作。当時としては異様にも思えるサイズは、世界最大の戦艦にちなみ"ドレッドノート"と呼ばれるようになった。
1931年　ドレッドノートの"D"を冠し、ボディ材の異なるD-1・D-2の製作を開始。まもなく、マホガニーを使ったD-1はD-18に、ローズウッドを使ったD-2はD-28にモデル名を変更。
1934年　14フレット・ジョイント（ネックとボディの接合位置：以前は12フレット）を採用し、ほぼ現在に残るフォルムに。
その後、カントリーミュージックの流行と共にマーティン社の主力モデルになり、細部の仕様変更をしつつも基本設計を変えず、発売開始以来90年近く生産され現在に至っている。同様の歴史を持つD-18のほか、D-45、D-35、D-21など多くの派生したドレッドノート・モデルを製作している。
その他の主な仕様変更
- 1946年 トップ板をアディロンダック・スプルースからシトカ・スプルースへ変更。

- 1947年 第二次世界大戦後ドイツ製の材料が入手困難でヘリンボーン・トリムからプラスティック・トリム（ストライプ）へ変更。

- 1969年 ブラジリアン・ローズウッドの希少性が高まりブラジル政府が輸出規制したことにより、ボディ材がインディアン・ローズウッドに変更。

## 現在のモデル
2017年モデルチェンジを行い、フォワードシフト・ノンスキャロップド・ブレースを採用。新しいネックプロファイル、べっ甲柄ピックガード、ペグはオープンタイプになり、トップ板はラッカー仕上げの前に、エイジングトナーを塗布している。
近年のD-28スタンダードシリーズは、シトカ・スプルースのソリッドトップ、インディアン・ローズウッドのバックとサイド、マホガニーネック、エボニー指板、エボニーブリッジ、メープルブリッジプレートなどの高品質木材で作られていて、ノンスキャロップド・ブレースを採用している。ネック製造のコンピューター制御、バフ研磨機を導入しているが、製造過程の多くはまだ手作業で行われる。2022年現在、基本モデルの定価は2,990ドルだが、1969年以前の古いモデルは高価になる場合がある 。

## バリエーション
D-28は、次のようないくつかのバリエーションがある。
- HD-28：スキャロップド・ブレースを採用し[4]、D-28よりも"オープン"なサウンドと言われる。ヘリンボーン・バインディング、ジグザグまたは"ジッパー"バックストリップを採用[5]。
- HD-28V：オリジナル戦前モデルのクローム・バタービーン・チューナー、エイジング・トーン・トップ、ヘリンボーン・バインディングを採用。スキャロップド・ブレースは約1インチ前方に移動、トップ板下部がより自由に反応し、効果的で豊かな低音を奏でます。
- D28E：フレットボード端とブリッジ近くにピックアップが装備された限定バージョン[6]。
- D12-28：12弦バージョン。

## 使用したアーティスト例
- ハンク・ウィリアムス '41年製・'44年製所有

- クラレンス・ホワイト '35年製所有

- レスター・フラット '50年製所有

- エルヴィス・プレスリー デビュー・アルバム(1956年)のジャケット写真で特徴的なレザー・カバーのD-28を抱えて歌う姿が捉えられている[7][8]。

- ジョニー・キャッシュ　'61年製所有

- ボブ・ディラン　バングラデシュ・コンサート(1971年)、ローリング・サンダー・レヴュー(1975-76年)でD-28、デビュー30周年記念コンサート(1992年)、MTVアンプラグド(1995年)でHD-28を使用している[9]。

- ポール・マッカートニー　1967年にジョン・レノンと同時購入。ホワイト・アルバム以降のアコースティックな楽曲で数多く使用されている。

- ニール・ヤング　1977年アルバム『カムズ・ア・タイム』のレコーディング中にハンク・ウィリアムスの所有していた'41年製D-28を購入してステージその他で使用している。

- スティーヴン・スティルス　'36年製・'38年製所有

- ヴァン・モリソン　６作目のアルバム『セント・ドミニクの予言』（1972年）のジャケット写真でD-28を抱えた姿が映されている[10]。

- ジョニ・ミッチェル　1972年以前のアルバムすべてで'56年製D-28を使用、その後盗難に遭っている[11]。

- ジミー・ペイジ　1970年よりライブ演奏（アコースティックセット）時にオープン・チューニングで使用している[12]。

- ロビー・ロバートソン　「ザ・ウェイト」ザ・バンド(1968年)の作曲時に'51年製D-28を使用し、サウンドホール内の「ナザレス」（※歌詞の最初に唄われる[13]）の刻印にインスパイアされたことを言及している[14]。